# Ouvroir de photographie potentielle
L'Ouvroir de photographie potentielle, généralement désigné par son acronyme OuPhoPo (ou Ouphopo), est un groupe d'artistes et d'écrivains, créée en 1995, cherchant à promouvoir la « 'pataphysique de la photographie ».

## Présentation
L'Ouvroir de photographie potentielle a été créée par Catherine Day, Paul Day, Marc Décimo, Paul Edwards, Gila, Gersan Moguérou, Yves Simon et Marcel Troulay.
Il s'agit d'un ouvroir d'x potentiel, c'est-à-dire d'un groupe de recherche sur les créations possibles basées sur la contrainte volontaire, ici dans le domaine de la photographie
Depuis 2015, le collectif d'actionnistes arlésiens, FOFF, donne un nouveau souffle à la pataphysique de la photographie, jugée trop institutionnelle par ses membres.[réf. nécessaire]